# سيدريك همفريز
سيدريك همفريز (26 ديسمبر 1913 في المملكة المتحدة - 18 نوفمبر 1944) (بالإنجليزية: Cedric Humphries)‏ هو لاعب كريكت بريطاني وبريطاني (وحمل سابقاً جنسية المملكة المتحدة لبريطانيا العظمى وأيرلندا). لعب مع نادي مقاطعة ورسسترشاير للكريكيت ‏.

## وصلات خارجية
- سيدريك همفريز على موقع إي آس بي آن كريك إنفو (الإنجليزية)